# It's a Great Life (série télévisée)
Pour les articles homonymes, voir It's a Great Life.
It's a Great Life est une série télévisée de sitcom américaine en soixante-dix-huit épisodes de 30 minutes, diffusés entre le 7 septembre 1954 et le 3 juin 1956 sur NBC. Elle est créée et produite par Dick Chevillat et Ray Singer. Frances Bavier, six ans avant d'incarner Tante Bee dans The Andy Griffith Show, y interprète un rôle similaire en tant que Mme Amy Morgan, la propriétaire de la pension de famille. La distribution de la série compte également trois autres acteurs comiques, James Dunn, William Bishop et Michael O'Shea.

## Fiche technique
Sauf indication contraire, les informations mentionnées dans cette section peuvent être confirmées par la base de données cinématographiques IMDb,  présente dans la section « Liens externes ».
- Titre original : It's a Great Life
- Réalisation : Christian Nyby
- Scénario : Dick Chevillat, Ray Singer, Joel Kane, Bernard Ederer, Lee Karson, Robert White, John Kohn, Howard Snyder, Hugh Wedlock Jr., Harrison A. Baker et Leonard Gershe.
- Photographie : Lucien N. Andriot et Nicholas Musuraca
- Musique : David Rose
- Casting :
- Montage : Newell P. Kimlin et Frank Capacchione
- Décors : Rudy Butler
- Costumes : Robert Link
- Production : Dick Cheviallat et Ray Singer
  - Producteur associé : Sid Singer et Thomas Greenhow
- Sociétés de production : Raydic Corporation
- Société de distribution : NBC Television Films
- Chaîne d'origine : National Broadcasting Company
- Pays d'origine :  États-Unis
- Langue originale : anglais
- Genre : Sitcom
- Durée : 30 minutes

## Distribution

### Acteurs principaux
- William Bishop : Steve Connors
- Michael O'Shea : Denny Davis
- Frances Bavier : Mme Amy Morgan
- James Dunn : Earl Morgan

### Acteurs récurrents
- Barbara Bates : Cathy Morgan
- King Donovan : Chris Norman
- Bill McLean : Counterman

### Invités
- Parley Baer : le postier
- Madge Blake : une cliente
- George Chandler : Al Sherman
- Phyllis Coates : Ann
- Angie Dickinson : Myra
- Richard Deacon : le notaire
- Hope Emerson : Hildan
- Vivi Janiss : Stella
- Joseph Kearns : un notaire
- Nancy Kulp : Anastasia
- Joi Lansing : Betty Clark
- Barbara Nichols : Caroline Cabot
- Doris Packer : l'infirmière en chef
- Maudie Prickett : Alie MAcAvity
- Tyler McVey : le détective
- William Schallert : l'homme au téléphone
- Randy Stuart : Mme Jean Reilly
- Lyle Talbot : Asher
- Dolores Fuller : une fille
- Mary Treen : Thelma Purcell
- Harry Harvey : M. Russell
- James Flavin : le directeur
- Arthur Q. Bryan : Charlie
- Henry Kulky : Lefty
- Jim Hayward
- Douglas Fowley : Con Man
- Allen Jenkins : Jake
- Emory Parnell : Fogarty
- Lori Nelson : Vera
- Howard Wendell : Jonathan Cartwright
- Jack Kruschen : Frank
- Robert Bice : Louie
- Frank Bennett : l'infirmière
- Peter Leeds : Reilly
- Milicent Patrick : la vendeuse
- Sarah Selby : Jeannette Johnson
- George E. Stone : le notaire
- Michael Ross : Charlie
- Dick Elliott : J. C. Bevins
- John Harmon : M. Phillips
- Byron Foulger : M. Crowder
- Robert Foulk : un policier
- Irene Tedrow : Mme Carter

## Épisodes

### Saison 1
1. House Hunting
2. Go Home to Your Mother
3. The Baby-Sitters
4. Objective Moon
5. Daniel's Department Store
6. 50-50
7. I Can Get It for Your Wholesale
8. A Visit from Steve's Mother
9. Turkey Dinner
10. Denny Buys a Steer
11. The Boys Redecorate the Attic
12. A Date for Mrs. Morgan
13. The Closet
14. The Vacuum Cleaner Salesman
15. Denny's Big Night
16. There Is a Santa Claus
17. The Driver's License
18. A Job for Kathy
19. The Surprise Party
20. The Missing Stamp
21. The Borrowed TV Set
22. Kathy's Former Boyfriend
23. Friendship
24. The Engagement Ring
25. Winter Sports
26. The Night Watchman
27. Foster Father
28. Tijuana
29. Kathy Goes to New York
30. The Matchmakers
31. The Hospital
32. The Boys Clean House
33. Formal for Amy
34. Denny Sings
35. Three Hungry Men
36. The Missing Husband
37. The Inheritance
38. The Parakeet
39. The Easy Chair

### Saison 2
1. Call Michigan 4099
2. Hay Burner
3. Fortune Hunters
4. The Paper Drive
5. Hash House
6. A Birthday for Earl
7. The Girl Friend
8. Man's Best Friend
9. Double Date
10. High Pressure
11. The Movie Star
12. The Crystal Ball
13. The Big Game
14. The Private Line
15. The Fabulous Foundling
16. Hawaiian Holiday
17. The Elusive Dime
18. Beauty Contest
19. The Lady and the Painting
20. House Guest
21. The Square Circle
22. Smog Gets in Your Eyes
23. Screen Test
24. Renee and the Survey
25. Bachelor Party
26. The Voice
27. All for Amy
28. Private Eyes
29. Glamour Doll
30. Kid Sister
31. The Raffle Ticket
32. The Return of Caroline
33. The Palm Springs Story
34. The Yachting Party
35. Operation for Earl
36. Old Soldiers Never Die
37. The Charity Drive
38. Passport for Amy
39. The Housekeeper